# Xserve RAID

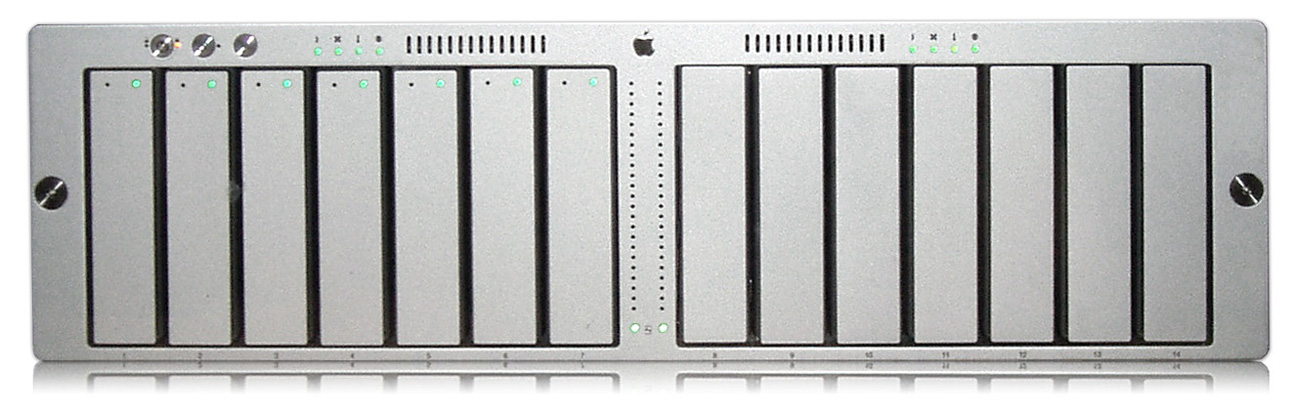

Xserve RAID는 애플이 제공했던 부착식 대용량 스토리지 서버였다.
Xserve RAID는 14개의 핫 스왑이 가능한 울트라 ATA 하드 드라이브(SCSI는 확장 모듈을 통해서만 부착 가능)를 장착할 수 있었고 용량은 750기가바이트 모듈로 채웠을 때 10.5 테라바이트까지 증설할 수 있었다. Xserve RAID는 RAID 레벨 0, 0+1, 1, 3, 5를 하드웨어적으로 지원하며, 또 하이브리드 RAID 레벨은 10, 50을 소프트웨어적으로 지원한다. 19인치 랙과 3랙 유닛 높이를 제공했다.